# Gedenkstein Islandfischerei

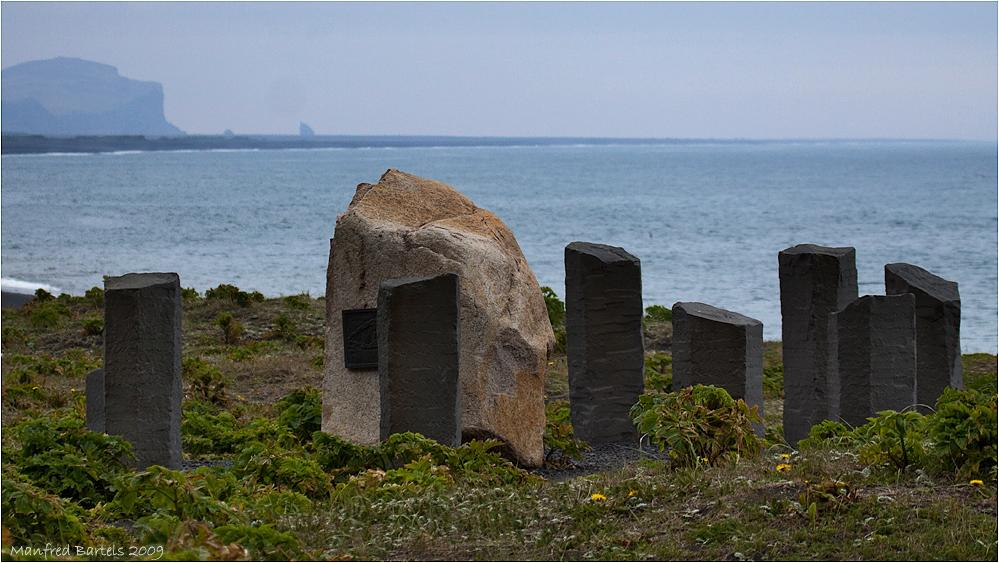
Gedenkstein in Vík í Mýrdal

Der Gedenkstein Islandfischerei in Vík í Mýrdal erinnert an die vor Island umgekommenen deutschen Hochseefischer ebenso an die einheimischen Isländer, die Schiffbrüchige unter oft schwierigsten Bedingungen retteten.

## Entstehung
Ehemalige Fischdampferfahrer und Beschäftigte der Fischindustrie gründeten unter der Leitung des Fischerei- und Schifffahrtshistorikers Ingo Heidbrink Mitte der 1990er Jahre einen Arbeitskreis, der am Deutschen Schifffahrtsmuseum die Geschichte der deutschen Hochseefischerei aufarbeitete. Das vom Arbeitskreis initiierte Denkmal wurde von der Deutsch-Isländischen Gesellschaft Bremerhaven/Bremen unterstützt. Finanziert wurde es von der Robert Bosch Stiftung und aus privaten Spenden. Das Denkmal wurde im September 2002 eingeweiht.

## Hintergrund

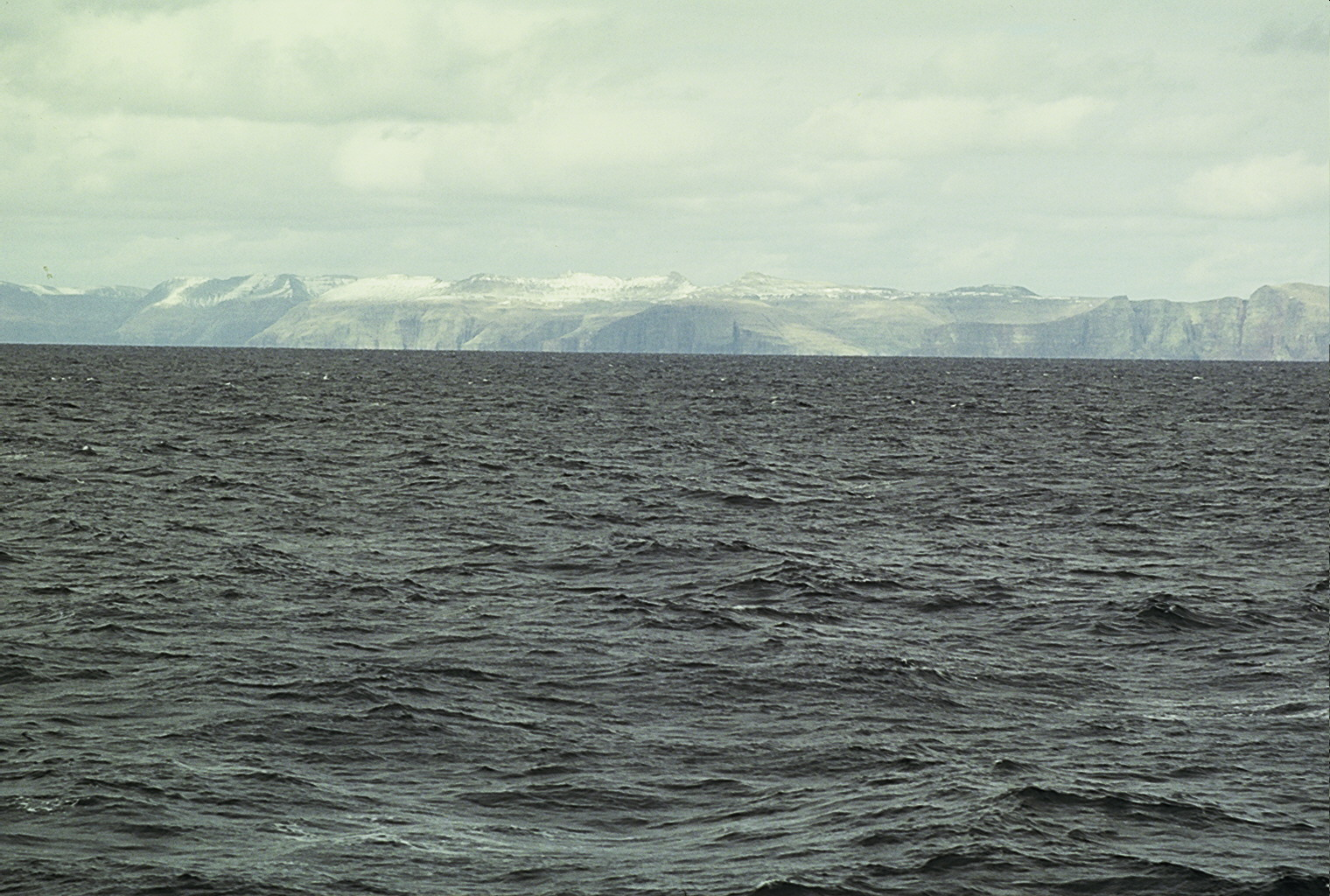
Südküste Islands

Von jeher dienen die fischreichen Gewässer um Island als Nahrungsquelle. Im prosperierenden Deutschen Kaiserreich wuchs der Bedarf mit der Industrialisierung, die ihrerseits die industrielle Hochseefischerei ermöglichte. Häufige Stürme und Orkane, offene Decks, unzulängliche Telekommunikation und wenige Häfen machten die Reisen zu gefährlichen Unternehmen. Unsichere Landmarken, wechselnde Erdmagnetfelder, unberechenbare Meeresströmungen und mangelhafte Befeuerung der Küsten erschwerten die Navigation. Astronomische Navigation war kaum möglich. Steilküsten wie in Vestmannaeyjar und Vestfirðir machten Menschenrettungen von Land oft unmöglich. Bei Látrabjarg retteten Isländer im Winter 1947 die Besatzung eines englischen Fischdampfers. Als diese Großtat verfilmt werden sollte, gab ein neuerlicher Schiffsunfall die reale Kulisse unter gleichen Bedingungen. Der überaus eindrucksvolle Film ist in Island erhalten.
Die Präsident Herwig, der erste deutsche Fischdampfer, strandete 1898 an der Südküste Islands. Es folgten Bayern und William Jürgens (1925), Meteor und Westbank (1933) und andere Schiffe. 83 Heringslogger und Trawler gingen unter oder strandeten. 1.200 Seeleute ertranken. Die letzten Opfer waren N. Ebeling II (1952) und Johannes Krüss (1967).
Das kaum besiedelte Hinterland, Flussmündungen, Gletscher und unüberwindliche Felder von Lavabrocken ließen Gestrandete scheitern. Nachdem der aus Geestemünde stammende Fischdampfer Friedrich Albert am 19. Januar 1903 an der Südküste Islands gestrandet war, irrte die überlebende Mannschaft unter ihrem Kapitän Georg Büschen elf Tage auf der Suche nach Hilfe die Küste entlang. Drei Seeleute starben. Die Überlebenden wurden vom isländischen Bauern Sigurdur Jönsson aufgenommen und versorgt. Der deutsche Konsul Thomsen initiierte aufgrund dieser Ereignisse den Bau von Schutzhütten, die erste auf eigene Kosten. Es entstanden weitere Hinweisbaken an der Südküste und das Reichsmarineamt beteiligte sich mit Hinweisblättern für die Schiffsbesatzungen.

## Denkmal
Der Gedenkstein ist ein sieben Tonnen schwerer Granitfels aus der Nähe von Moorausmoor. Er ist 2,20 m hoch und 1,50 m breit. Umrahmt wird er von Basaltsäulen aus Island. Vier Bronzetafeln tragen in deutscher und isländischer Sprache die Inschrift:
Eine Tafel zeigt einen gestrandeten Fischdampfer.